# Kreil-Entscheidung
Mit der Kreil-Entscheidung schuf der Europäische Gerichtshof (EuGH) am 11. Januar 2000 die rechtliche Voraussetzung dafür, dass in der Bundesrepublik Deutschland auch Frauen für den aktiven Militärdienst bei der Bundeswehr eingestellt wurden und werden. Zuvor war diesen lediglich eine Tätigkeit im Sanitäts- und Militärmusikdienst erlaubt. Voraussetzung war dabei die freiwillige Verpflichtung.

## Sachverhalt und Streitgegenstand

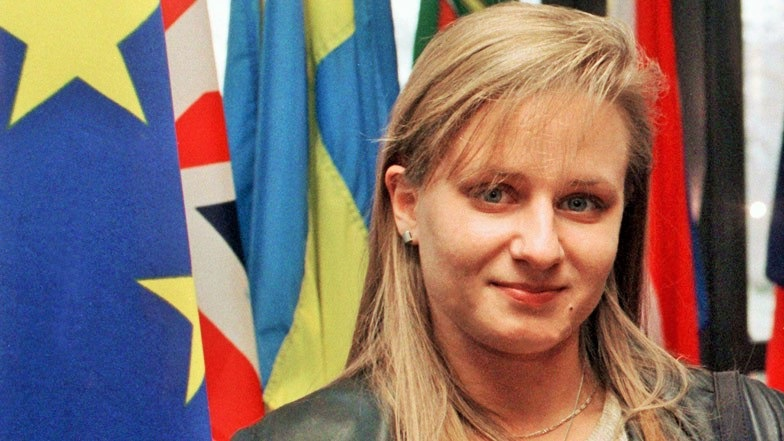
Tanja Kreil

Die deutsche Elektronikerin Tanja Kreil aus Hannover bewarb sich 1996 nach ihrer Ausbildung bei der Siemens AG als Energieelektronikerin um eine Stellung bei der Bundeswehr als Waffenelektronikerin. Ihr Antrag wurde vom zuständigen Kreiswehrersatzamt und vom Zentrum für Nachwuchsgewinnung Nord mit Hinweis auf Artikel 12a Abs. 4 Grundgesetz, nach dem Frauen keinen Dienst an der Waffe tun dürften, abgelehnt. Frauen waren zu diesem Zeitpunkt nur im Militärmusikdienst (seit 1991) und im Sanitätsdienst (seit 1975) zugelassen. Sie reichte daraufhin eine Klage beim Verwaltungsgericht Hannover ein („Tanja Kreil ./. Bundesrepublik Deutschland“). Unter anderem berief sie sich auf die EG-Richtlinie 79/7/EWG vom 19. Dezember 1978 zur schrittweise erfolgenden Verwirklichung des Grundsatzes der Gleichbehandlung von Männern und Frauen im Bereich der sozialen Sicherheit.
Das Verwaltungsgericht sah in der deutschen Rechtslage einen möglichen Widerspruch zu der EG-Richtlinie 76/207/EWG (Zweite Gleichbehandlungsrichtlinie) vom 9. Februar 1976, die Diskriminierungen auf Grund des Geschlechts beim Zugang zu einer Beschäftigung verbietet. Das Verwaltungsgericht setzte daraufhin das Verfahren 1998 aus, um im Vorabentscheidungsverfahren den Fall dem Europäischen Gerichtshof vorzulegen.

## Gesetzliche Lage (auf nationaler und europäischer Ebene)
Nachfolgend werden diejenigen nationalen sowie europäischen Rechtsvorschriften aufgeführt, die im Laufe der Kreil-Entscheidung von Bedeutung waren und das abschließende Urteil des EuGH beeinflusst haben.

### Art. 3 GG
Art. 3 GG [Gleichheit vor dem Gesetz]:
(2) Männer und Frauen sind gleichberechtigt. […]

### Art. 12 a GG alte Fassung
Art. 12a GG a. F. [Dienstverpflichtungen]:
(2)-(3) […]

### Soldatengesetz
§ 1 Abs. 2 Satz 3 Soldatengesetz:
§§ 3a, 5 Abs. 3 Satz 1 Soldatenlaufbahnverordnung:

### Richtlinie
Richtlinie 76/207/EWG (Zweite Gleichbehandlungsrichtlinie):
Auszug aus der Präambel:
Art. 2:
(2) Diese Richtlinie steht nicht der Befugnis der Mitgliedstaaten entgegen, solche beruflichen Tätigkeiten und gegebenenfalls die dazu erforderliche Ausbildung, die für das Geschlecht auf Grund ihrer Art oder der Bedingungen ihrer Ausbildung eine unabdingbare Voraussetzung darstellt, von ihrem Anwendungsbereich auszuschließen.
In dem Vorabentscheidungsverfahren musste also letztlich geklärt werden, ob die einfachgesetzlichen Regelungen des Soldatengesetzes und der Soldatenlaufbahnverordnung gegen die Richtlinie 76/207/EWG verstoßen. Zudem musste abschließend geklärt werden, ob ein solcher Ausschluss von Frauen mit dem Artikel 2 Absatz 2 der Gleichbehandlungsrichtlinie zu begründen ist, oder ob der Ausschluss als nicht mehr zeitgemäß angesehen werden kann. Zudem obliegt es den Mitgliedstaaten gemäß Artikel 9 Abs. 2 der Gleichbehandlungsrichtlinie, in regelmäßigen Abständen zu prüfen, ob es gerechtfertigt ist, die Ausnahmen nach Artikel 2 Abs. 2 (also der Ausschluss von Frauen vom Dienst an der Waffe) aufrechtzuerhalten. Dies musste bei der Entscheidung durch den EuGH berücksichtigt werden.

## Die Entscheidung des EuGH
Am 11. Januar 2000 entschied der Europäische Gerichtshof auf die Vorlagefrage des Verwaltungsgerichts, dass auch Frauen in der Bundeswehr zum Dienst an der Waffe zuzulassen seien. In dem Urteil wurde festgestellt, dass Art. 12a Abs. 4 GG, wonach Frauen grundsätzlich der Dienst mit der Waffe verboten ist, gegen die EU-Richtlinie zur beruflichen Gleichstellung von Mann und Frau verstößt. Nur wenn das Geschlecht eine unabdingbare Voraussetzung für den Zugang von speziellen Kampfeinheiten darstelle, seien Ausnahmen bei dieser Gleichstellung möglich. Der EuGH befand somit, dass ein Ausschluss von Frauen vom Dienst mit der Waffe auch nicht mit Art. 2 Abs. 2 der Gleichbehandlungsrichtlinie gerechtfertigt werden könne. Darüber hinaus rechtfertigte der EuGH seine Entscheidung hinsichtlich der Kompetenzfrage damit, dass es zwar Sache der Mitgliedstaaten sei, geeignete Maßnahmen zur Gewährleistung der inneren und äußeren Sicherheit zu treffen und Entscheidungen über die Organisation ihrer Streitkräfte zu erlassen, deshalb solche Entscheidungen aber nicht vollständig der Anwendung des Gemeinschaftsrechts und somit der Gleichbehandlungsrichtlinie 76/207/EWG entzogen sei. Das Verfahren wurde mit dieser Maßgabe an die 2. Kammer des Verwaltungsgerichts in Hannover zurückverwiesen. Der Bundesvorsitzende des Deutschen Bundeswehrverbandes, Oberst Bernhard Gertz, reagierte mit folgender Aussage auf das Urteil:

„Hier ging es um die Beseitigung eines Berufsverbots. Frau Kreil hat mit diesem Urteil Rechtsgeschichte geschrieben. Dies gibt einen neuen Impuls für die Verwirklichung der Gleichberechtigung der Frau in Deutschland.“

## Folgen des Urteils
Der Art. 12a Abs. 4 Satz 2 GG wurde durch Gesetz vom 19. Dezember 2000 geändert. Der Absatz, dass Frauen „auf keinen Fall Dienst an der Waffe leisten“ dürfen lautet nun: „Frauen dürfen auf keinen Fall zum Dienst mit der Waffe verpflichtet werden“. Mit dieser Änderung des Grundgesetzes sowie weiterer gesetzlicher Vorschriften hat der Bundestag den freiwilligen Dienst von Frauen mit der Waffe rechtlich neu geordnet. Die bestehenden Beschränkungen auf Verwendungen im Sanitäts- und im Militärmusikdienst wurden aufgehoben. Damit konnten sich Frauen auf freiwilliger Basis als Berufssoldatin oder Soldatin auf Zeit zum Dienst in den deutschen Streitkräften bewerben.
Das Verfahren Tanja Kreil gegen Bundesrepublik Deutschland erfuhr eine große Aufmerksamkeit in der deutschen Öffentlichkeit. In der nationalen Presse wurde es ausgiebig und kontrovers diskutiert. Die CDU und CSU kritisierten das Urteil des Europäischen Gerichtshofes.
Auch die deutsche Bundesregierung vertrat den Standpunkt, dass das Gemeinschaftsrecht grundsätzlich nicht für Fragen der nationalen Verteidigung, die in der Souveränität der Mitgliedstaaten verblieben seien, gelte. Des Weiteren bedienten sich die Regierungen Italiens und des Vereinigten Königreichs derselben Argumentation und verwiesen dabei auf Art. 224 EG-Vertrag (jetzt Art. 279 EG). Vermehrt wurde dem EuGH darüber hinaus der Vorwurf gemacht, dass er den Anwendungsbereich des Gemeinschaftsrechts unzulässigerweise ausdehnt.
Rupert Scholz (CDU, Verfassungsrechtler, Vorsitzender des Rechtsausschusses des Deutschen Bundestages und früherer Bundesverteidigungsminister) erklärte hinsichtlich dieser Thematik, dass der EuGH in Rechtsfragen des nationalen Wehrrechts und der Landesverteidigung schlicht nicht zuständig sei, und sprach von einem Konflikt zwischen Grundgesetz und europäischem Gemeinschaftsrecht von wahrhaft fundamentaler, grundlegend verfassungsrechtlicher Art. So zweifelte er die Kompetenzen der Europäischen Union in Bereichen der nationalen Sicherheit an.
Bereits im Januar 2001 traten die ersten 244 Frauen ihren Dienst als Soldatinnen des Truppendienstes bei der Bundeswehr an. 2010 leisteten 16.900 Soldatinnen Dienst in der Bundeswehr, davon 2600 Offizierinnen. Insgesamt stellten sie (Stand: Januar 2010) einen Anteil von circa 9 % der Berufs- und Zeitsoldaten. Anfang 2014 lag der Anteil der Soldatinnen bei gut 10 %; die Bundeswehr strebt an, dass der Anteil von Frauen im Truppendienst langfristig auf bis zu ca. 15 % ansteigen wird.
Tanja Kreil selbst war in der Zwischenzeit bei einem zivilen Arbeitgeber beschäftigt und wechselte nicht mehr zur Bundeswehr.